# Río Alto Madre de Dios
Der Río Alto Madre de Dios (alto spanisch für „hoch“ oder „hochgelegen“) ist der 122 km lange rechte Quellfluss des Río Madre de Dios in Südost-Peru in den Verwaltungsregionen Cusco und Madre de Dios.

## Flusslauf
Der Río Alto Madre de Dios entsteht in der Provinz Paucartambo am Zusammenfluss von Río Pillcopata (rechts) und Río Piñi-Piñi (links) auf einer Höhe von etwa 500 m, 3 km nordöstlich der Gemeinde Pillcopata. Auf den ersten sechs Kilometern liegt das rechte Flussufer in der Region Cusco. Ansonsten verläuft der Fluss innerhalb der Provinz Manu der Region Madre de Dios. Gleich zu Beginn durchschneidet der Río Alto Madre de Dios einen mehr als 1500 m hohen Bergkamm und erreicht die östliche Vorandenregion. Das Durchbruchstal trägt den Namen Pongo del Koñeq und befindet sich bei Flusskilometer 117. An dessen Ausgang, am rechten Flussufer, an der Einmündung des Río Carbón befindet sich die Siedlung Atalaya. Die nahe gelegene Gemeinde Salvación, Verwaltungssitz der Provinz Manu, liegt an dem gleichnamigen Fluss, 3 km oberhalb dessen Mündung in den Río Alto Madre de Dios. Dieser fließt auf den folgenden 30 km in nördlicher, später in nordnordöstlicher Richtung. Bei Flusskilometer 84 trifft der Río Porotoa (auch Río Palotoa) von links auf den Río Alto Madre de Dios. Dieser fließt ein kurzes Stück nach Südosten, um dann bei Flusskilometer 70 einen niedrigen bis zu 650 m hohen Höhenzug zu durchschneiden. Auf den restlichen Kilometern strömt der Fluss in nordöstlicher Richtung durch das Tiefland und erreicht schließlich den Río Manú, mit dem er den Río Madre de Dios bildet. Der Río Alto Madre de Dios weist fast auf seiner gesamten Fließstrecke mehrere Flussarme auf. Die unteren 30 km verlaufen entlang der südöstlichen Parkgrenze des Nationalparks Manú.

## Einzugsgebiet und Hydrologie
Der Río Alto Madre de Dios ist der wasserärmere Quellfluss des Río Madre de Dios. Er entwässert die peruanische Ostkordillere nach Osten hin. Das etwa 7685 km² große Einzugsgebiet reicht im Süden bis zu dem über 5000 m hohen teilweise vergletscherten Bergmassiv Nevado de Pucará. Der Quellfluss Río Pillcopata wird von den Nebenflüssen Río Cosñipata, Río Queros und Río Tono gespeist. Der mittlere Abfluss des Río Alto Madre de Dios liegt bei 570 m³/s.

## Ökologie
Das Einzugsgebiet des Río Alto Madre de Dios wird durch die Straße von Paucartambo nach Pillcopata erschlossen. Außerdem ist der Fluss mit kleineren Booten von der Mündung her bis Atalaya befahrbar. Die Flusstäler der Quellflüsse weisen einen Artenreichtum an Amphibien auf. Es kommt dort u. a. die Froschart Noblella pygmaea vor.